# 山口銀行 (大阪)
山口銀行（やまぐちぎんこう）は、1933年（昭和8年）まで大阪にあった銀行。山口県下関市に本社を置く山口銀行とは異なる。

## 概要

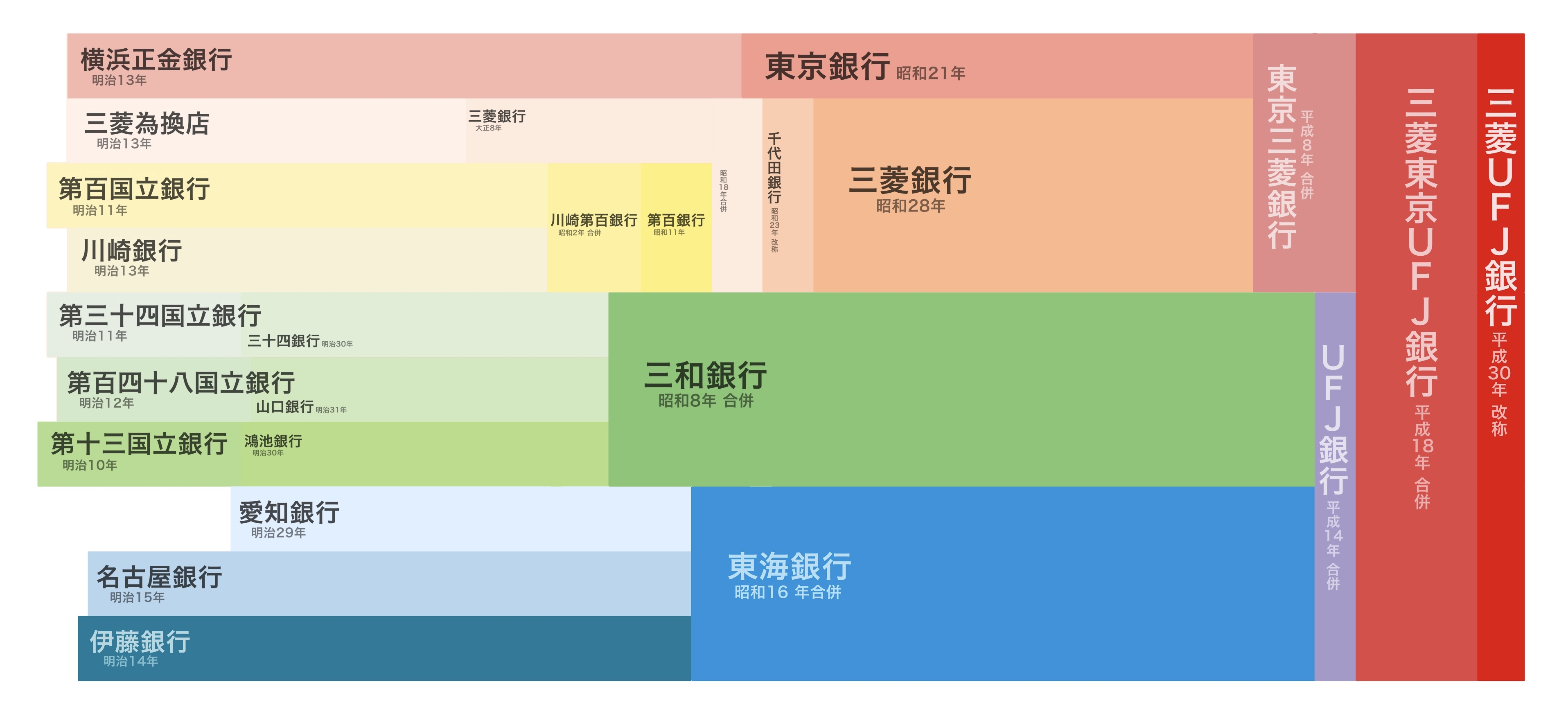
山口銀行（元・第百四十八国立銀行）は、三和銀行・UFJ銀行を経て現・三菱UFJ銀行の前身のひとつになっている。

大阪の山口財閥の当主三代山口吉郎兵衛によって明治12年に設立された第百四十八国立銀行が後に普通銀行に転換した銀行で山口財閥の中心企業であった。高等教育を受けた人材による経営の近代化を念頭に、番頭の越野嘉助の計らいで、日銀幹部ストライキ事件で辞めていた町田忠治をスカウトし、その後も町田の推薦で三菱合資銀行部大阪支店長の坂野兼通、続いて町田と同郷の佐々木駒之助らが入行しそれぞれ総理事に就き、経営の近代化が図られた。
大正期には、官営八幡製鐵所の御用商社から総合財閥に転換しつつあった岩井商店並びに岩井勝次郎から出資を得、岩井勝次郎は取締役に就任した。間もなく住友に次ぐ上方2位行に浮上したが、時代が昭和に入ると折からの昭和金融恐慌もあり、住友など財閥系大銀行に預金が集中。また、当時の軍需産業・重化学工業などこれら台頭してきた新興産業への資金量でも小規模であったため、大蔵省の斡旋を受け、三十四銀行・鴻池銀行と合併し、1933年（昭和8年）12月9日、三和銀行となった。現在の三菱UFJ銀行の前身の一つである。当行の本店は、営業上で三菱UFJ銀行となった現在でも、三菱UFJ銀行 瓦町支店 として現存する。

## 沿革
- 1879年：山口家、第百四十八国立銀行開業。
- 1898年：山口銀行開業、第百四十八国立銀行の営業を継承。
- 1903年：虎屋銀行を買収。
- 1906年：2月、児山銀行を買収。10月、紀阪貯蓄銀行を買収。
- 1917年：山口銀行を株式会社に改組、外国為替の取り扱い開始。
- 1927年：摂池銀行を買収。
- 1928年：1月、田口銀行を買収。10月、八坂銀行を買収。
- 1929年：尼崎共立銀行を買収。
- 1930年：加島銀行を当行及び鴻池銀行、野村銀行の3行により分割買収。
- 1933年12月9日：三和銀行創立（鴻池･三十四･山口の3行合併）

合併当時の公称資本金は三十四銀行5,220万円（払込金3,970万円）山口銀行5,000万円（払込金2,750万円）鴻池銀行1,000万円（払込金1,000万円）